# Wrong Direction
Wrong Direction è un singolo della cantante statunitense Hailee Steinfeld, pubblicato il 1º gennaio 2020 come primo estratto dal secondo EP Half Written Story.

## Antefatti e pubblicazione
Il 31 dicembre 2019 Steinfeld ha postato una foto sui suoi social media con la didascalia "1/1", annunciando il titolo del brano il giorno seguente. Si suppone che il titolo e la canzone stessa riguardino la separazione della cantante dal suo ex fidanzato Niall Horan.

## Video musicale
Il video musicale, diretto da Alexandre Moore, è stato reso disponibile l'8 gennaio 2020.

## Tracce
Testi e musiche di Elizabeth Lowell Boland, Hailee Steinfeld, Skyler Stonestreet e Stephen Kozmeniuk.
1. Wrong Direction – 4:08

## Formazione
- Hailee Steinfeld – voce
- Koz – basso, batteria, programmazione, sintetizzatore, produzione
- Lowell – cori, pianoforte
- Skyler Stonestreet – cori
- Todd Clark – cori
- Matt Snell – assistenza alla registrazione
- Phil Hotz – assistenza alla registrazione
- Josh Gudwin – missaggio

## Classifiche
| Classifica (2020) | Posizione massima |
| ----------------- | ----------------- |
| Irlanda           | 61                |